# William Murdoch
William Murdoch (a veces escrito Murdock) (Cumnock, East Ayrshire, 21 de agosto de 1754-Handsworth, West Midlands, Inglaterra, 15 de noviembre de 1839) fue un ingeniero mecánico e inventor escocés.
Murdoch fue empleado por la firma Boulton y Watt, y trabajó para ellos en Cornualles como montador de motores de vapor durante diez años, pasando la mayor parte del resto de su vida en Birmingham, Inglaterra.
Inventó el motor de vapor de cilindro oscilante y también se le atribuye el alumbrado de gas a principios de los años 1790, y asimismo el término "gasómetro". Sin embargo, Archibald Cochrane, noveno conde de Dundonald, en 1789 ya había utilizado el gas para la iluminación de su hacienda familiar.
También realizó innovaciones en la máquina de vapor, entre ellas el engranaje sol y planeta y la válvula de corredera tipo D. Inventó la pistola de vapor y el sistema de mensajes del tubo neumático, y trabajó en uno de los primeros barcos de vapor británicos que cruzaron el canal de La Mancha. Así mismo, construyó un prototipo de locomotora de vapor en 1784 e hizo una serie de descubrimientos en química.
Continuó siendo empleado y más adelante socio de Boulton & Watt hasta la década de 1830. Su reputación como inventor ha sido oscurecida por la fama de Boulton y de Watt y de la empresa fundada por ellos.